# Тухтаев, Сайдиахрол
Сайдиахрол (Сайдиахрал, Саидахрал, Саидахрол) Тухтаев (Сайдиахрал Тўхтаевич Тўхтаев) (01.09.1942, Ташкент — 03.01.2022, там же) — узбекистанский учёный в области разработки рецептуры минеральных удобрений и дефолиантов, доктор химических наук, профессор, академик Академии наук Республики Узбекистан.
Родился 1 сентября 1942 года в Ташкенте. Там же учился в школе № 22 и на химико-технологическом факультете политехнического института, который окончил в 1963 году.
По распределению работал инженером-технологом Чирчикского филиала Республиканского государственного института азотной промышленности.
С 1965 г. в Институте химии Академии наук Узбекской ССР: стажёр (1965—1966), аспирант (1966—1969), младший и старший научный сотрудник. С 1971 г. заведовал лабораторией, которая занималась исследованиями физико-химических свойств микроэлементов, содержащихся в удобрениях. В 1991—1992 гг. зам. директора по научной работе.
В 1969 г. защитил кандидатскую, в 1984 году — докторскую диссертации:
- Политерма растворимости четверной взаимной системы K, Mg//Cl, SO₄ — H₂O : диссертация … кандидата химических наук : 02.00.00. — Ташкент, 1968. — 182 с. : ил.
- Физико-химические основы получения комплексныхудобрений, содержащих микроэлементы, физиологически активные вещества, идефолиантов: Дис … докт. хим. наук: 05.17.01 / Тухтаев Сайдиахрал.- Ташкент, 1983. — 417 с.

С 1992 по 1999 г. начальник отдела Института удобрений АН Узбекистана. Затем до последних дней работал руководителем проекта и главным научным сотрудником в Институте общей и неорганической химии АН Узбекистана.
С 2000 г. зав. кафедрой «Технология неорганических веществ» в Ташкентском химико-технологическом институте.
Профессор (1986). Член-корреспондент АН Узбекской ССР (1989). Академик АН Узбекистана (2000).
Под его руководством были разработаны теоретические и технологические основы синтеза простого и обогащенного суперфосфата из кызылкумских фосфоритов, новых водорастворимых комплексных удобрений для некорневой подкормки сельскохозяйственных культур.
Также разработаны новые малотоксичные и высокоэффективные дефолианты и ускорители созревания и раскрытия коробочек хлопчатника на основе неорганических и органических соединений «Сихат», «Сардор», «Садаф», «УзДЕФ» и «Фандеф».
Подготовил 55 учёных, защитивших докторские и кандидатские диссертации.
Сочинения:
- Сульфат калия с микроэлементами / М. Н. Набиев, Р. Г. Осичкина, С. Т. Тухтаев; АН УзССР, Ин-т химии. — Ташкент : Фан, 1988. — 164,[2] с. : ил.; 22 см; ISBN 5-648-00535-0
- Формамид и удобрения на его основе (в соавторстве), Т., 1986;
- Проблемы химии, технологии, агрохимии, экономики и экологии удобрений и дефолиантов (в соавторстве), Т., 1990.
- Политерма растворимости тройной системы ацетамид — нитрат аммония — вода / Б. С. Закиров, С. Т. Тухтаев, Б. М. Беглов // Журнал неорганической химии. — 1978. -Т.23. -№ 6. -С.1690-1700.

Заслуженный изобретатель и рационализатор Республики Узбекистан (2004). Награждён медалью «Шухрат» (1997).